# Bristow Island
Bristow Island ist eine unbewohnte Insel nahe der Südküste von Papua-Neuguinea in Höhe der Mündung des Fly River. Sie gehört zu den nördlichsten Torres-Strait-Inseln.
Die Insel liegt etwa 1,5 km südlich von Daru Island, auf der sich Daru, die Provinzhauptstadt der Westprovinz, befindet. Die Bewohner von Daru nennen Bristow Island Bobo.
Bristow Island ist flach und dicht mit Mangroven bewachsen.